# Punktfunktor
In der Mathematik ist der Punktfunktor ein Begriff aus der algebraischen Geometrie. Er ermöglicht es, in abstrakt definierten Schemata von Punkten zu sprechen und damit den klassischen Begriff der Punkte einer Varietät zu verallgemeinern.

## Definition
Zu einem Schema {\displaystyle X} assoziiert man seinen Punktfunktor
{\displaystyle h_{X}\colon \left\{Schemes\right\}^{op}\to \left\{Sets\right\}}
durch
{\displaystyle h_{X}(Y)=Mor(Y,X)},
also, indem man einem Schema {\displaystyle Y} die Menge der Morphismen von {\displaystyle Y} nach {\displaystyle X} zuordnet.
Jedem Morphismus {\displaystyle f\colon Y\to Z} wird die durch {\displaystyle g\mapsto g\circ f} definierte Abbildung {\displaystyle h_{X}(Z)\to h_{X}(Y)} zugeordnet.
Die Elemente der Menge {\displaystyle h_{X}(Y)} werden (nach Grothendieck) als {\displaystyle Y}-wertige Punkte von {\displaystyle X} bezeichnet. Insbesondere werden für einen Ring {\displaystyle T} mit Spektrum {\displaystyle Spec(T)} die {\displaystyle Spec(T)}-wertigen Punkte als {\displaystyle T}-wertige Punkte von {\displaystyle X} bezeichnet.

## Beispiel
Betrachte {\displaystyle SL_{2}:=Spec(R)} mit
{\displaystyle R=\mathbb {Z} \left[x_{11},x_{12},x_{21},x_{22}\right]/(x_{11}x_{22}-x_{12}x_{21}-1)}.
Dann entsprechen die {\displaystyle \mathbb {C} }-wertigen Punkte von {\displaystyle SL_{2}} den Elementen von {\displaystyle SL(2,\mathbb {C} )}, die {\displaystyle \mathbb {R} }-wertigen Punkte von {\displaystyle SL_{2}} entsprechen den Elementen von {\displaystyle SL(2,\mathbb {R} )}, die {\displaystyle F_{q}}-wertigen Punkte von {\displaystyle SL_{2}} entsprechen den Elementen von {\displaystyle SL(2,F_{q})} und die {\displaystyle \mathbb {Z} }-wertigen Punkte von {\displaystyle SL_{2}} den Elementen von {\displaystyle SL(2,\mathbb {Z} )}.
Hingegen würden nicht alle Punkte von {\displaystyle Spec(\mathbb {R} \left[x_{11},x_{12},x_{21},x_{22}\right]/(x_{11}x_{22}-x_{12}x_{21}-1))} Elementen aus {\displaystyle SL(2,\mathbb {R} )} entsprechen, weil es in diesem Ring auch Maximalideale gibt, die Paaren komplex konjugierter Matrizen aus {\displaystyle SL(2,\mathbb {C} )} entsprechen.

## Eindeutigkeit
Aus dem Lemma von Yoneda folgt, dass der Punktfunktor {\displaystyle h_{X}} das Schema {\displaystyle X} eindeutig bestimmt. Tatsächlich wird ein Schema über einem kommutativen Ring {\displaystyle R} bereits durch die Werte von {\displaystyle h_{X}} auf affinen Schemata über {\displaystyle R} eindeutig festgelegt.

## Rationale Punkte
Für ein Schema über einem Körper {\displaystyle K} (d. h. ein Schema {\displaystyle X} mit einem Morphismus {\displaystyle f\colon X\to Spec(K)}) bezeichnet man als {\displaystyle K}-wertige Punkte diejenigen Morphismen {\displaystyle Spec(K)\to X}, deren Komposition mit {\displaystyle f} die Identitätsabbildung ist.
Die {\displaystyle K}-wertigen Punkte sind dann genau die K-rationalen, abgeschlossenen Punkte von {\displaystyle X}. (Ein Punkt heißt {\displaystyle K}-rational, wenn der Quotientenkörper des lokalen Ringes nach seinem Maximalideal isomorph zu {\displaystyle K} ist.)
Beispielsweise hat {\displaystyle Spec(\mathbb {R} [x]/(x^{2}+1))} als Schema über {\displaystyle \mathbb {R} } keine {\displaystyle \mathbb {R} }-wertigen Punkte, während es als Schema über {\displaystyle \mathbb {C} } zwei {\displaystyle \mathbb {C} }-wertige Punkte hat.